# HAL Kiran
El HAL Jet Trainer-16 (HJT-16) Kiran (en español: "rayo de luz")  es un avión de entrenamiento biplaza, fabricado por Hindustan Aeronautics Limited (HAL). La Fuerza Aérea India lo emplea como aeronave de entrenamiento intermedia, para los pilotos que anteriormente realizaron la instrucción básica en los HPT-32 Deepak. También es utilizado por el equipo de acrobacia aérea de la  Fuerza Aérea India, Surya Kiran y por el equipo de la  Armada India, Sagar Pawan.

## Variantes
Kiran I
versión de preserie, equipada con un turborreactor Rolls-Royce Viper Mk.11; 6 unidades construidas.
Kiran IA
versión de serie del Kiran I con capacidad para portar carga bélica. Equipado con dos puntos de anclaje bajo las alas; 190 fabricados
Kiran II
versión mejorada, con cuatro puntos de anclaje, y doble cañón de 7,62 mm. Actualizados con motores Rolls-Royce Orpheus.

## Especificaciones (Kiran Mk.IA)
Referencia datos: Jane's All The World's Aircraft 1982-83

### Características generales
- Tripulación: 2 (alumno e instructor)
- Longitud: 10,60 m
- Envergadura: 10,70 m
- Altura: 3,64 m
- Superficie alar: 19,00 m²
- Peso vacío: 2.560 kg
- Peso máximo al despegue: 4.235 kg
- Planta motriz: 1× turbojet Rolls-Royce Viper.
  - Empuje normal: 11.12 kN de empuje.

### Rendimiento
- Velocidad máxima operativa (Vno): 695 km/h
- Velocidad crucero (Vc): 324 km/h
- Velocidad de entrada en pérdida (Vs): 145 km/h
- Techo de vuelo: 30.000 ft

### Armamento
- Puntos de anclaje: 2 en total con una capacidad de 500 lb, para cargar una combinación de:   
  - Cohetes: 7 SNEB

### Aeronaves similares
- BAC Jet Provost
- Canadair CL-41
- Cessna T-37 Tweet
- Fokker S.14 Machtrainer
- Saab 105